# Gentioux-Pigerolles
Gentioux-Pigerolles ist eine französische Gemeinde mit 371 Einwohnern (Stand 1. Januar 2022) im Département Creuse in der Region Nouvelle-Aquitaine. Sie gehört zum Arrondissement Aubusson und zum Felletin.

## Geografie
Die Gemeinde Gentioux-Pigerolles liegt im Norden des Zentralmassivs an der Grenze zum Département Corrèze, 33 Kilometer südwestlich von Aubusson. Nachbargemeinden sind Saint-Marc-à-Loubaud im Norden, La Nouaille im Nordosten, Gioux im Osten, Féniers im Südosten, Peyrelevade im Süden, Faux-la-Montagne im Südwesten und Royère-de-Vassivière im Nordwesten. In Gentioux befindet sich die Verwaltung des Regionalen Naturparks Millevaches en Limousin.

## Bevölkerungsentwicklung
| Jahr                       | 1962 | 1968 | 1975 | 1982 | 1990 | 1999 | 2008 | 2019 |
| Einwohner                  | 634  | 535  | 419  | 371  | 367  | 389  | 380  | 378  |
| Quellen: Cassini und INSEE |      |      |      |      |      |      |      |      |

## Sehenswürdigkeiten
- Flurkreuz von Gentioux-Pigerolles, ein Monument historique
- Flurkreuz von Villemoneix, ein Monument historique
- Kirche Saint-Étienne in Pigerolles, ein Monument historique
- Kirche, Saint-Martial, ein Monument historique
- Kirche Sainte-Madelaine im Ortsteil Pallier, ein Monument historique
- Ein Haus, das ein Notariat beherbergt, Monument historique
- Denkmal an eine Familie Cacaud, ein Monument historique
- Kriegerdenkmal, Monument historique, mit der Inschrift „Maudite soit la guerre.“ ('Verdammt sei der Krieg.')
- Die romanische Brücke im Ortsteil Sénoueix über den Thaurion, ein Monument historique
- Kapelle im Ortsteil Villemoneix

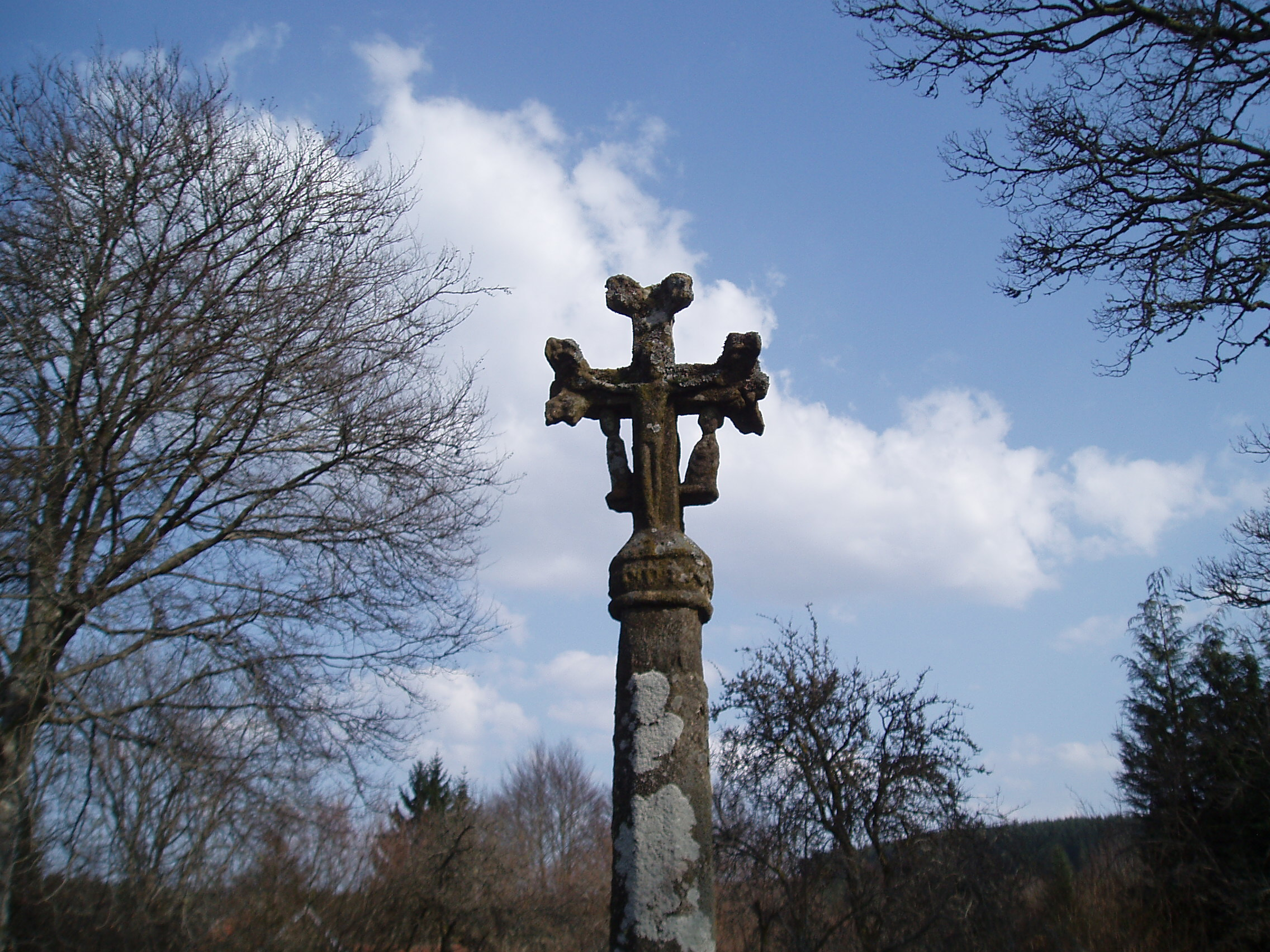
Flurkreuz von Gentioux-Pigerolles
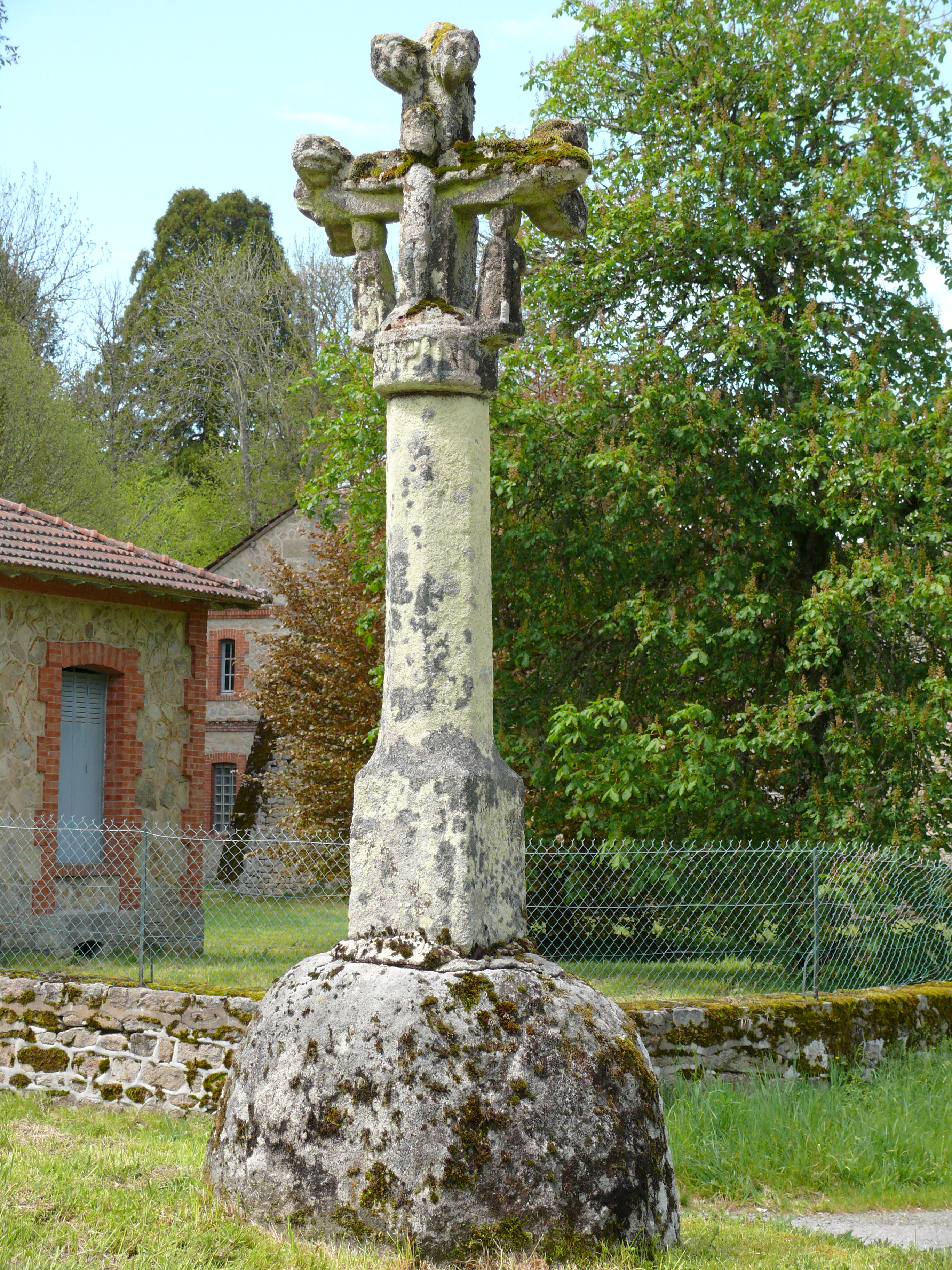
Flurkreuz von Villemoneix
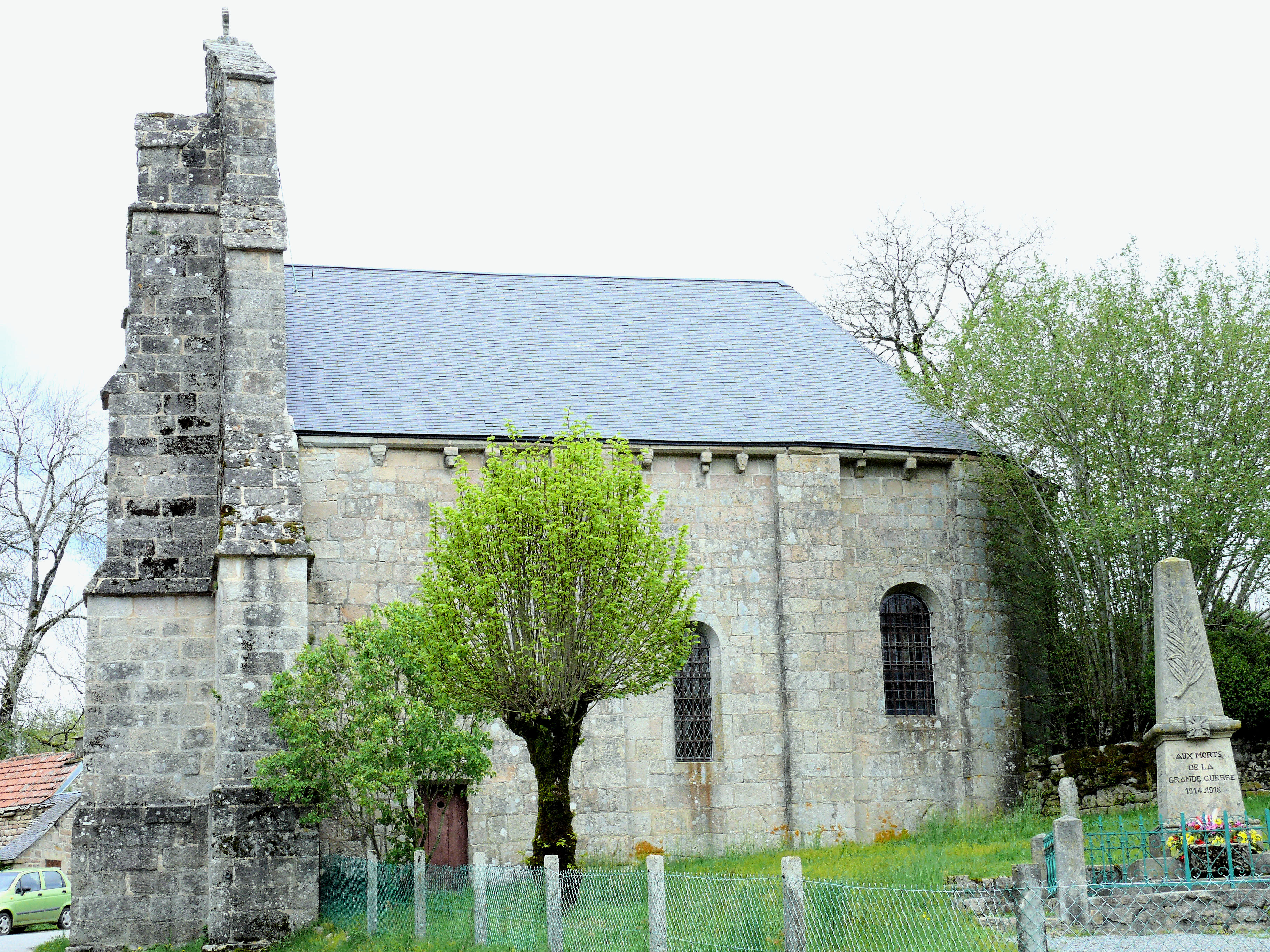
Kirche Saint-Étienne
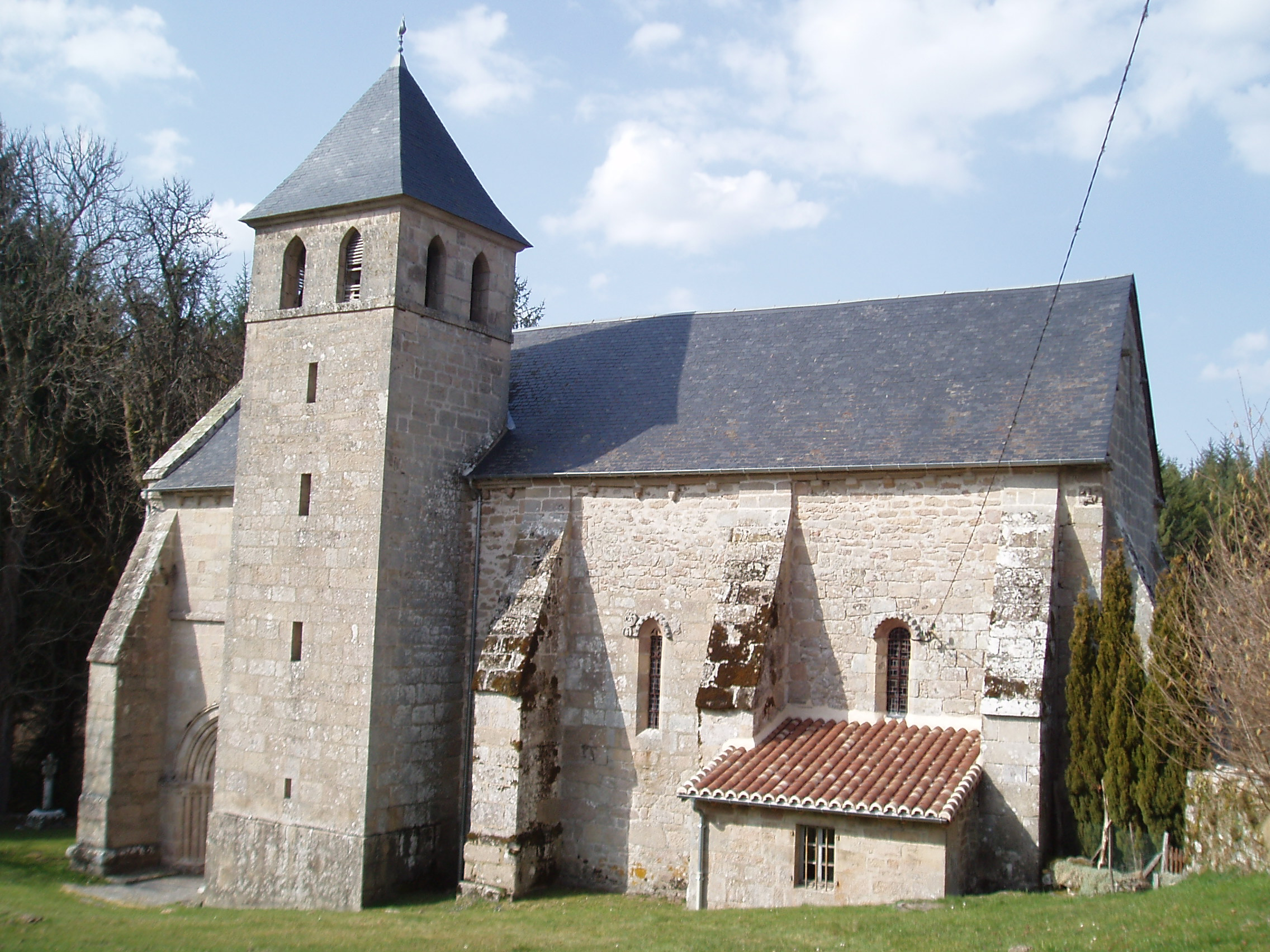
Kirche Saint-Martial
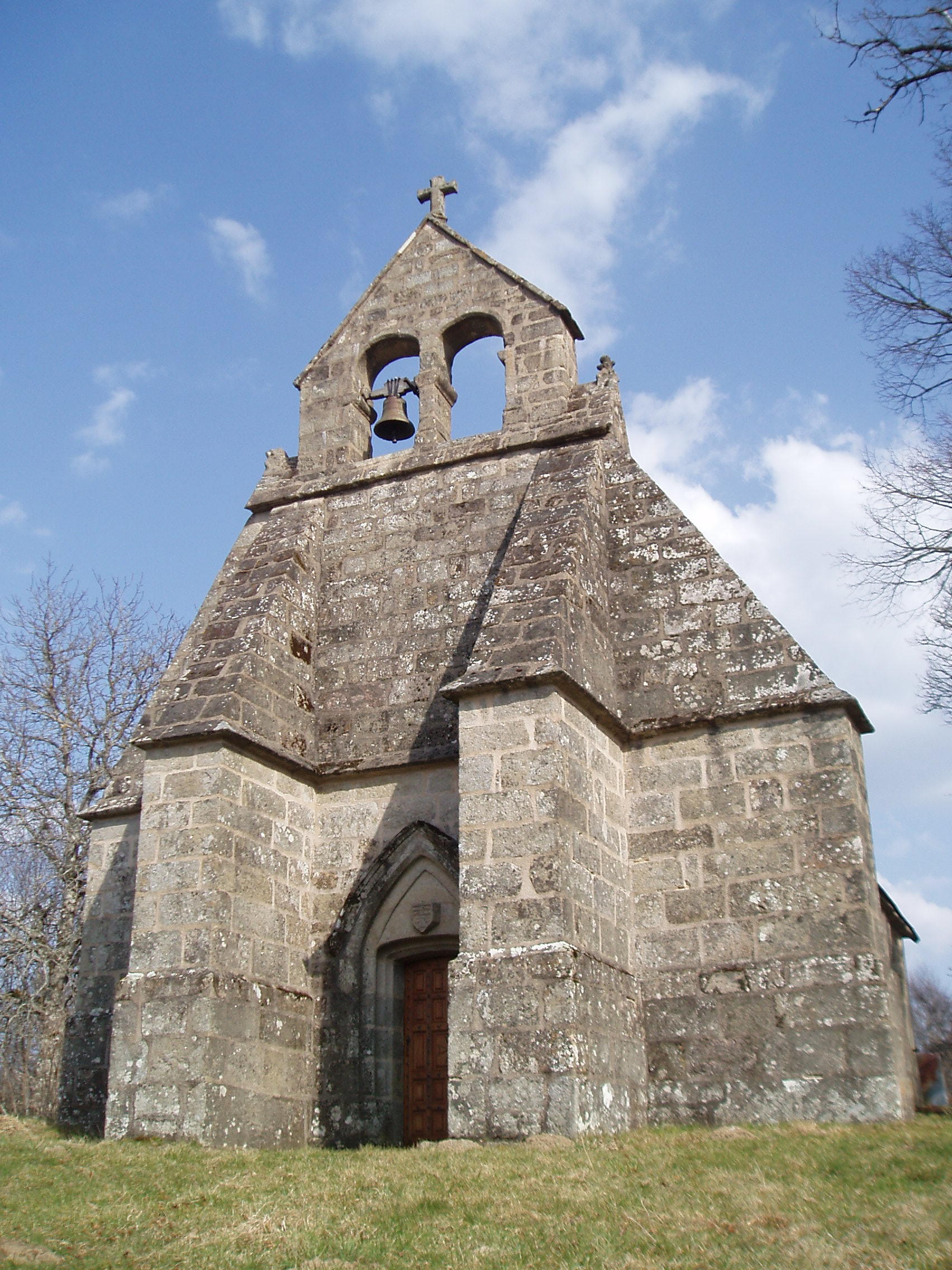
Kirche Sainte-Madelaine

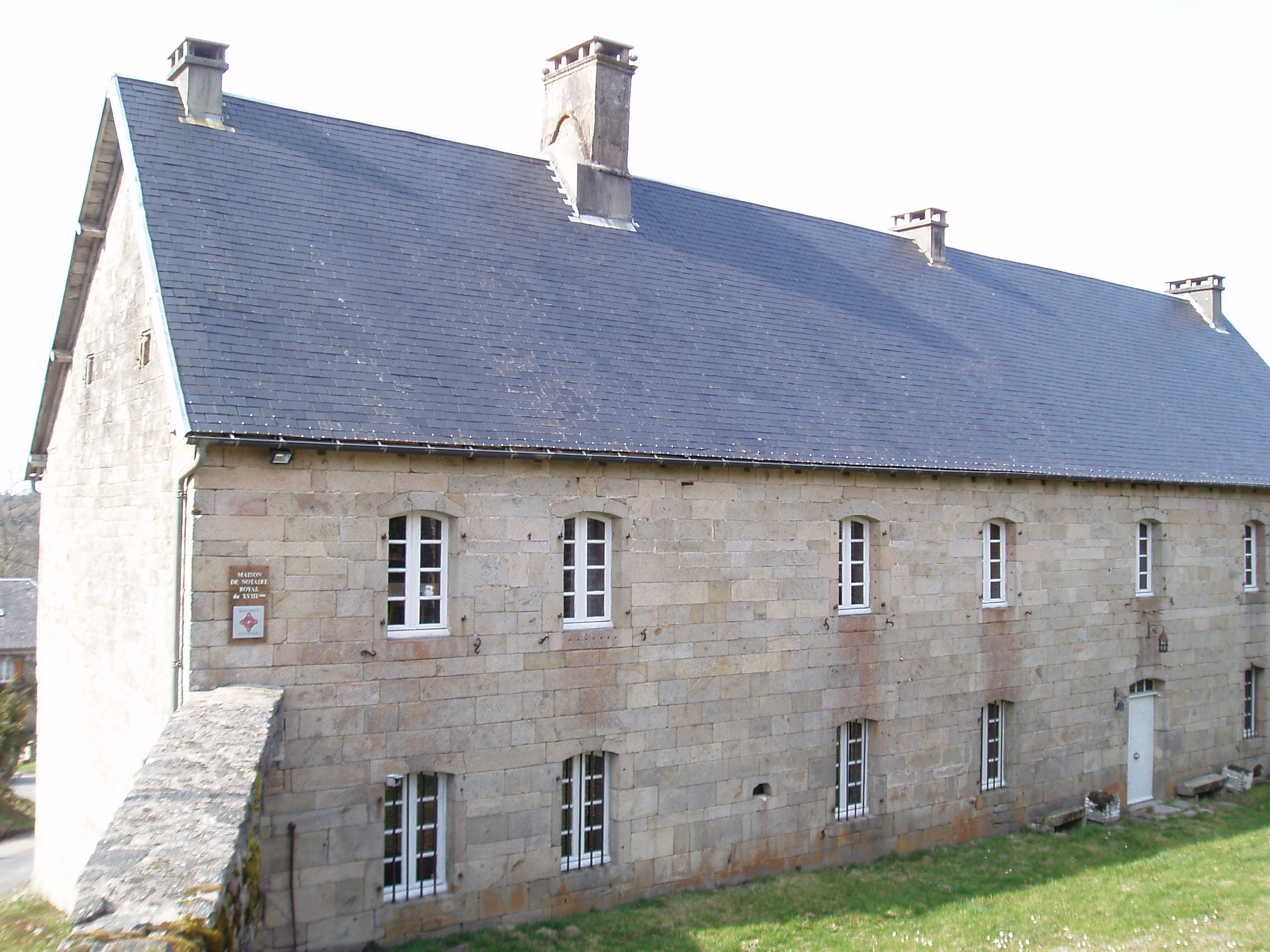
Haus mit Notariat
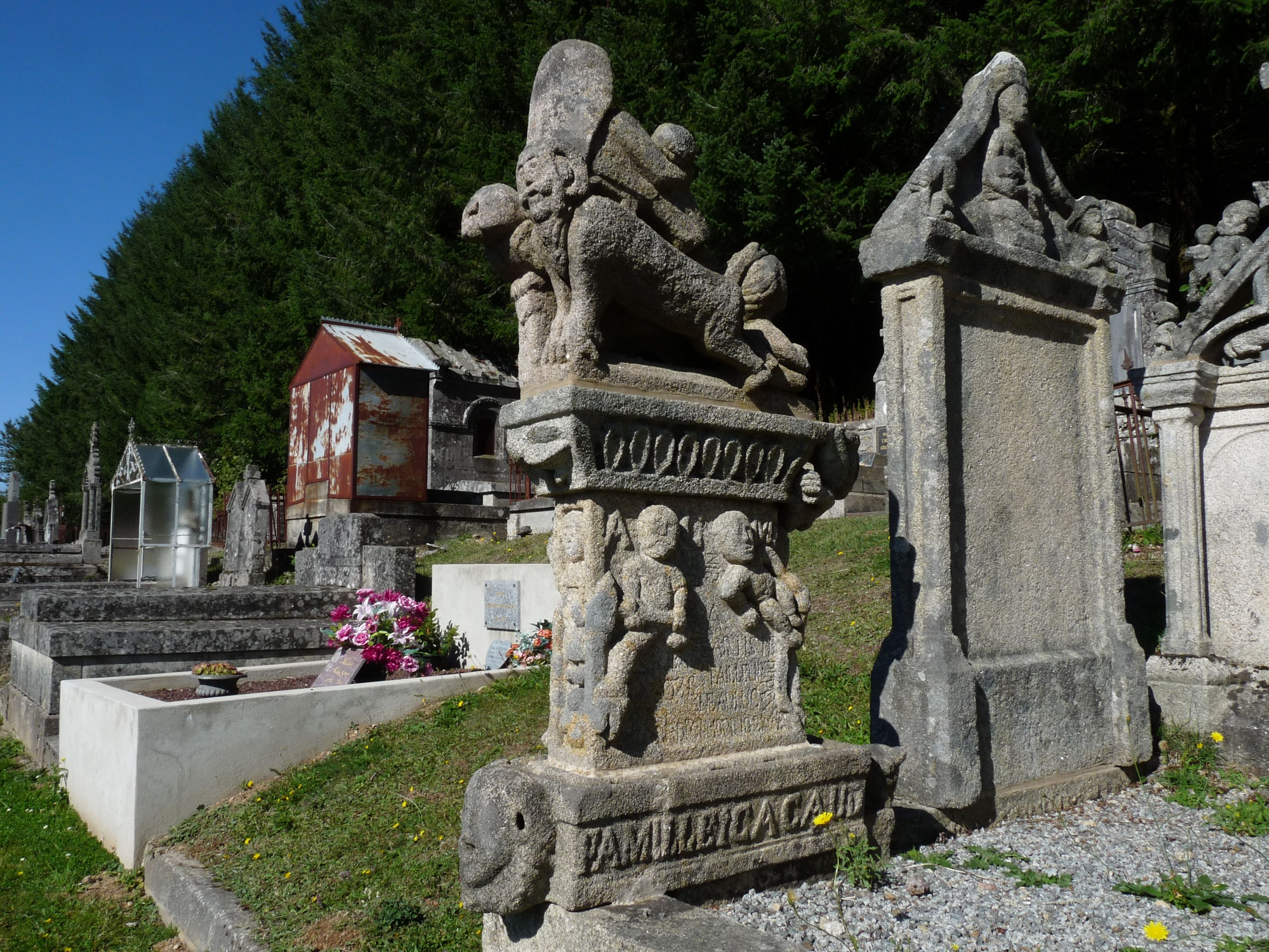
Denkmal an eine Familie Cacaud
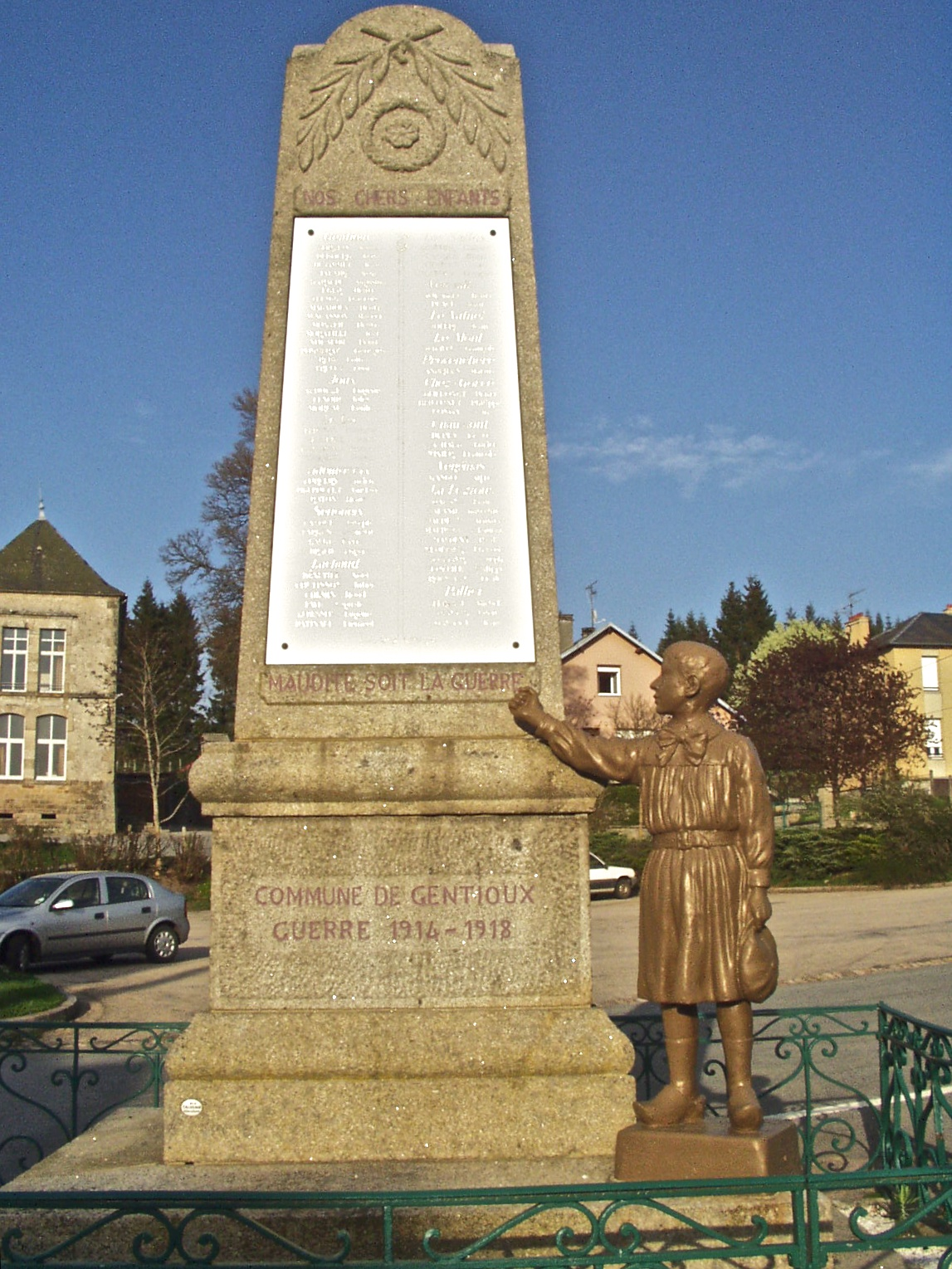
Kriegerdenkmal
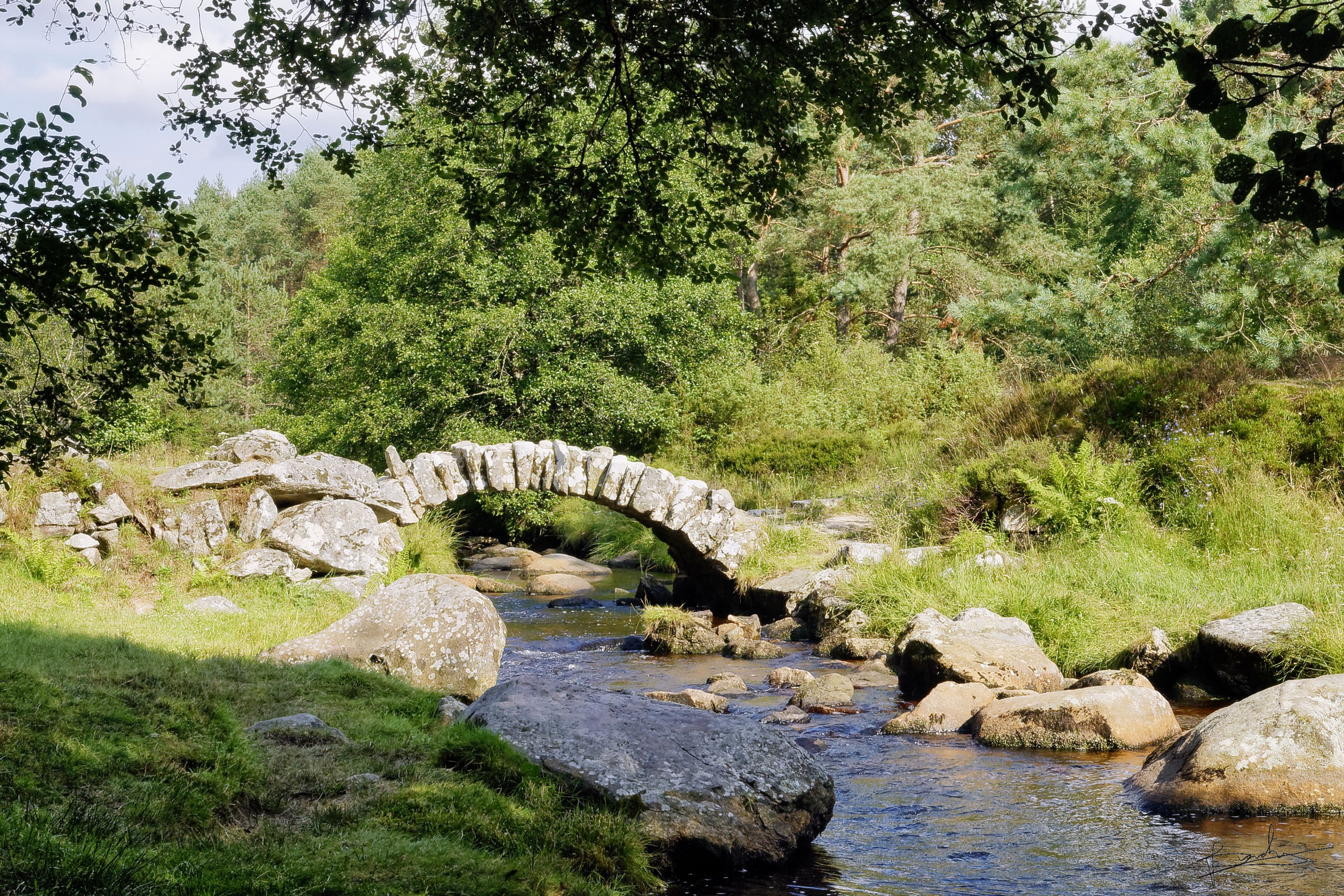
Brücke von Sénoueix
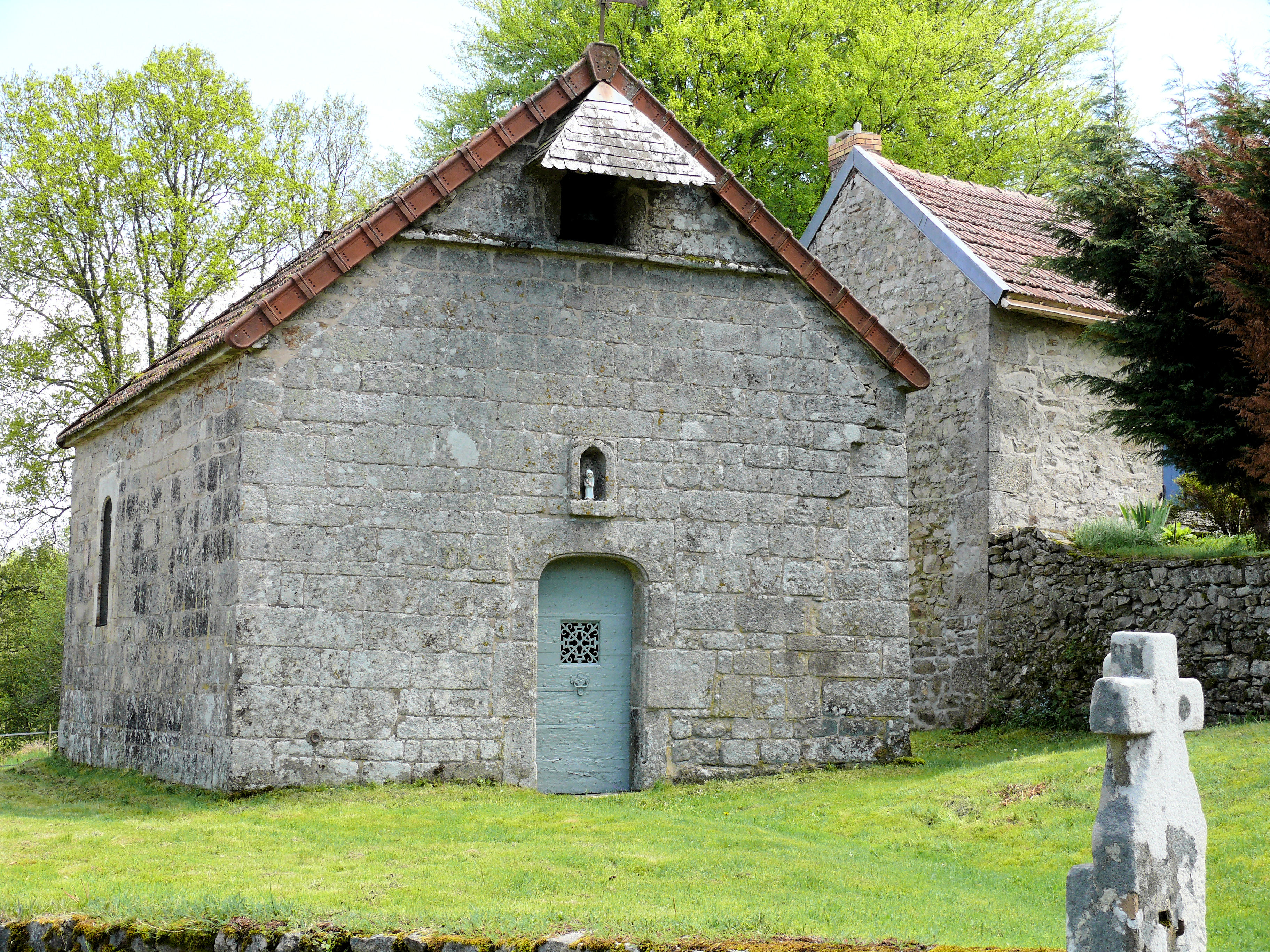
Kapelle von Villemoneix